# Santa Maria de Boldú
Santa Maria de Boldú és l'església parroquial de Boldú, amb elements romànics i barrocs, al municipi de la Fuliola (Urgell), inclosa a l'Inventari del Patrimoni Arquitectònic de Catalunya.

## Descripció
És una església de nau única amb dues capelles laterals per banda.

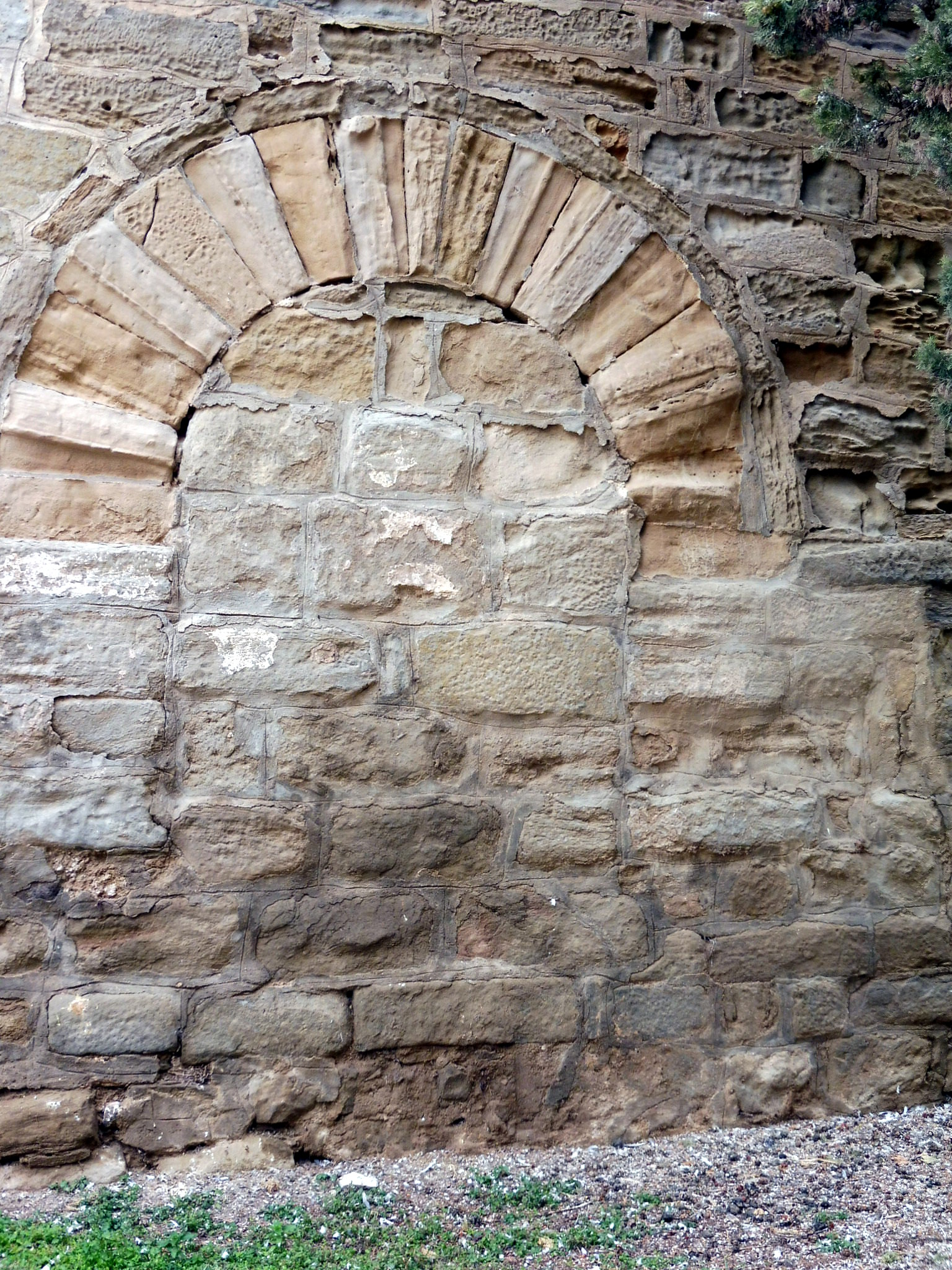
Antiga porta tapiada

 Es troben cobertes per falses cúpules. L'accés a les capelles es fa a través d'arcs de mig punt. Sobre el primer arc lateral hi ha la data de 1704, quan possiblement neix la capella adossada a l'església medieval. L'absis és poligonal, rematat per una venera. La coberta s'articula en tres trams de volta de canó. Hi ha presència de contracor.
Exteriorment té una estructura irregular amb la porta d'entrada al lateral esquerre. El campanar s'eleva a la seva banda dreta i és datat de 1842. Té una estructura de planta quadrada amb una alçada de dos trams, cobert per una estructura piramidal de quatre cares.

## Història
De la primitiva església romànica en resten molt pocs vestigis: l'emplaçament i part de l'estereotomia. Ha patit consecutives transformacions datades ja en època moderna: 1767, 1803, 1842 (dates a llindes de finestra i al rellotge de sol).